# Xã Illinois, Quận Washington, Arkansas
Xã Illinois (tiếng Anh: Illinois Township) là một xã thuộc quận Washington, tiểu bang Arkansas, Hoa Kỳ. Năm 2010, dân số của xã này là 853 người.